# Прапор Нью-Йорка
Прапор Нью-Йорка (англ. Flag of New York City) — один із офіційних символів міста Нью-Йорк; сучасний варіант прапора затвердили 30 грудня 1977 року.

## Опис
Прапор представлений вертикальними синьою, білою та помаранчевою смугами рівної ширини. Синя смуга розташована біля флагштока. У центрі прапора, на білій смузі, розташована печатка міста, виконана в синьому кольорі. Сучасний варіант прапора затвердили 30 грудня 1977 року. Однією з відмінностей від прапора, прийнятого 1915 року, став інший рік на печатці: 1625-й (рік заснування міста) замість 1664-го (рік захоплення міста британцями).
На основі прапора Нью-Йорка створений прапор мера міста. Його відмінністю є п'ять зірок, розташовані у півколі над печаткою. Вони символізують п'ять боро Нью-Йорка. Співвідношення сторін прапора дорівнює 3:4.

## Галерея

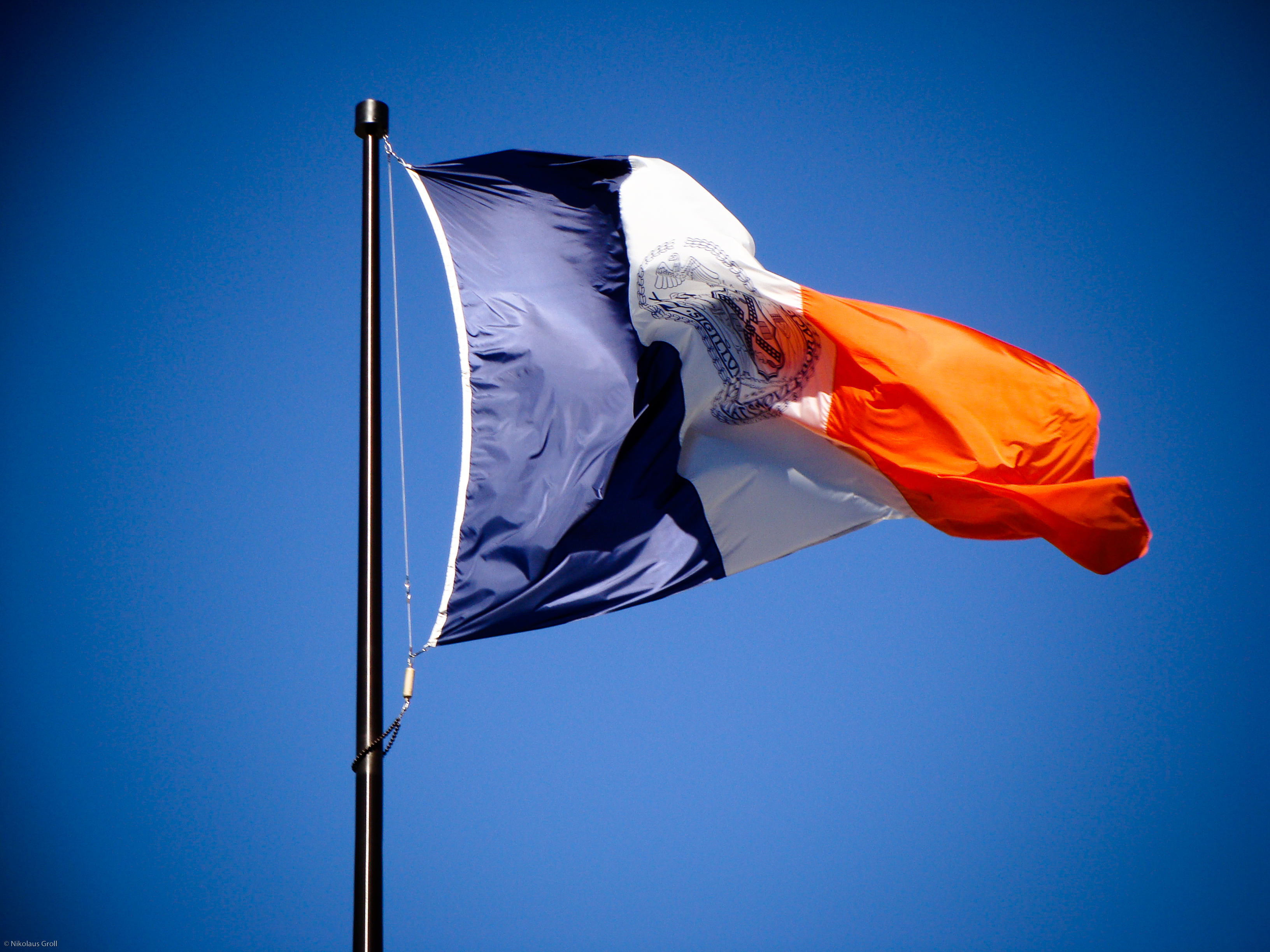
Прапор Нью-Йорка, що майорить
Прапор мера Нью-Йорка